# Flaming Pie
Flaming Pie är ett album från 1997 av den brittiske popartisten Paul McCartney.
Efter arbetet med Beatles Anthology ville Paul tillbaka till arbetsestetiken från den tiden. Alltså värvade han Jeff Lynne, som bidragit med produktion på de två nya Beatles-singlarna "Free as a Bird" och "Real Love", för att producera den nya skivan. 
I mångt och mycket är Flaming Pie en soloskiva, men en del gästartister medverkar. Framför allt bidrar Lynne, men även Ringo Starr och Steve Miller.
Mottagandet för Flaming Pie var positivt, och det går inte att förneka att enmansbandet McCartney är ett mycket bra sådant.[källa behövs]
Tre singlar släpptes från skivan, och samtliga innehöll brottsstycken från McCartneys dåvarande radioshow Oobu Joobu. Nedan redovisas dock bara de hela låtar som placerades på singlarna. De flesta B-sidorna härrör sig från inspelningarna till en LP som skulle givits ut ca 1987.
- "Young Boy"

B-sidor: "Looking for You", "I Love This House", "Broomstick", "Atlantic Ocean"
- "The World Tonight"

B-sidor: "Used to Be Bad", "Squid", "Really Love You", "Don't Break the Promises", "Atlantic Ocean", "Looking for You", "I Love This House"
- "Beautiful Night"

B-sidor: "Love Come Tumbling Down", "Beautiful Night" (den ursprungliga versionen från 1986), "Same Love", "Love Mix"

## Låtlista
Alla låtar skrivna av McCartney om inget annat anges 
1. "The Song We Were Singing"
2. "The World Tonight"
3. "If You Wanna"
4. "Somedays"
5. "Young Boy"
6. "Calico Skies"
7. "Flaming Pie" Drummer Ian Paice
8. "Heaven on a Sunday"
9. "Used to Be Bad" - (McCartney/Miller)
10. "Souvenir"
11. "Little Willow" 
  - Skriven efter att Ringo Starrs första fru Maureen dött.
12. "Really Love You" - (McCartney/Starkey)
  - Ett bluesjam och den enda låt som Paul och Ringo skrivit tillsammans.
13. "Beautiful Night" 
  - En tidigare version av låten från 1987 gavs ut som B-sida.
14. "Great Day"
  - En mycket tidig version av den här låten, improviserad 1974, går att hitta på bootlegs.